# Estación Holmberg
Holmberg es una estación ferroviaria ubicada en la localidad de Santa Catalina, Departamento Río Cuarto, Provincia de Córdoba, Argentina.
Se le llamó así por el Coronel Eduardo Kaunitz, Barón de Holmberg (1778- 1853), de nacionalidad austro-húngara, quien colaboró estrechamente con Manuel Belgrano y José de San Martín desde su llegada a nuestro suelo en 1812.

## Servicios
Actualmente, no presta ningún servicio de cargas ni de pasajeros, en la actualidad

## Historia
En el año 1875 fue inaugurada la Estación, por parte del Ferrocarril Buenos Aires al Pacífico y del Ferrocarril Andino, en el ramal Río Cuarto-Villa Mercedes. 